# Eumedonia
Eumedonia — род бабочек из семейства голубянок.

## Описание
Бабочки некрупные. Представители рода характеризуются плохо выраженным половым диморфизмом. Центральная ячейка крыльев с нижней стороны передних крыльев лишена срединной точки. Блестящие чешуйки, находящиеся в субмаргинальном ряду чёрных пятен на нижней стороне заднего крыла отсутствуют. Булава усиков состоит из 13 члеников. Глаза голые. Щупики короткие. Основания усиков без волосистых кисточек. Плечевой жилки нет. Передние ноги короче средних и задних, с одним коготком. Задние голени с одной парой шпор или без неё. Передние ноги самцов слегка недоразвиты (лапки без сегментации), не функционируют при хождении, но в покое не прижаты к телу. Все ноги самок развиты нормально. Гусеницы — мирмекофилы — посещаются муравьями.

## Систематика
Голарктический род с 3 видами.
- Eumedonia eumedon (Esper, 1780)
- Eumedonia kogistana (Grum-Grshimailo, 1888)
- Eumedonia persephatta (Alphéraky, 1881)